# Acleris emargana
Acleris emargana là một loài bướm đêm thuộc họ Tortricidae. Nó được tìm thấy ở châu Âu tới Xibia, miền bắc Trung Quốc, Hàn Quốc và Nhật Bản. Ở Tây Tạng, người ta tìm thấy ssp. Acleris emargana tibetica và ở Bắc Mỹ, ssp. Acleris emargana blackmorei sinh sống.

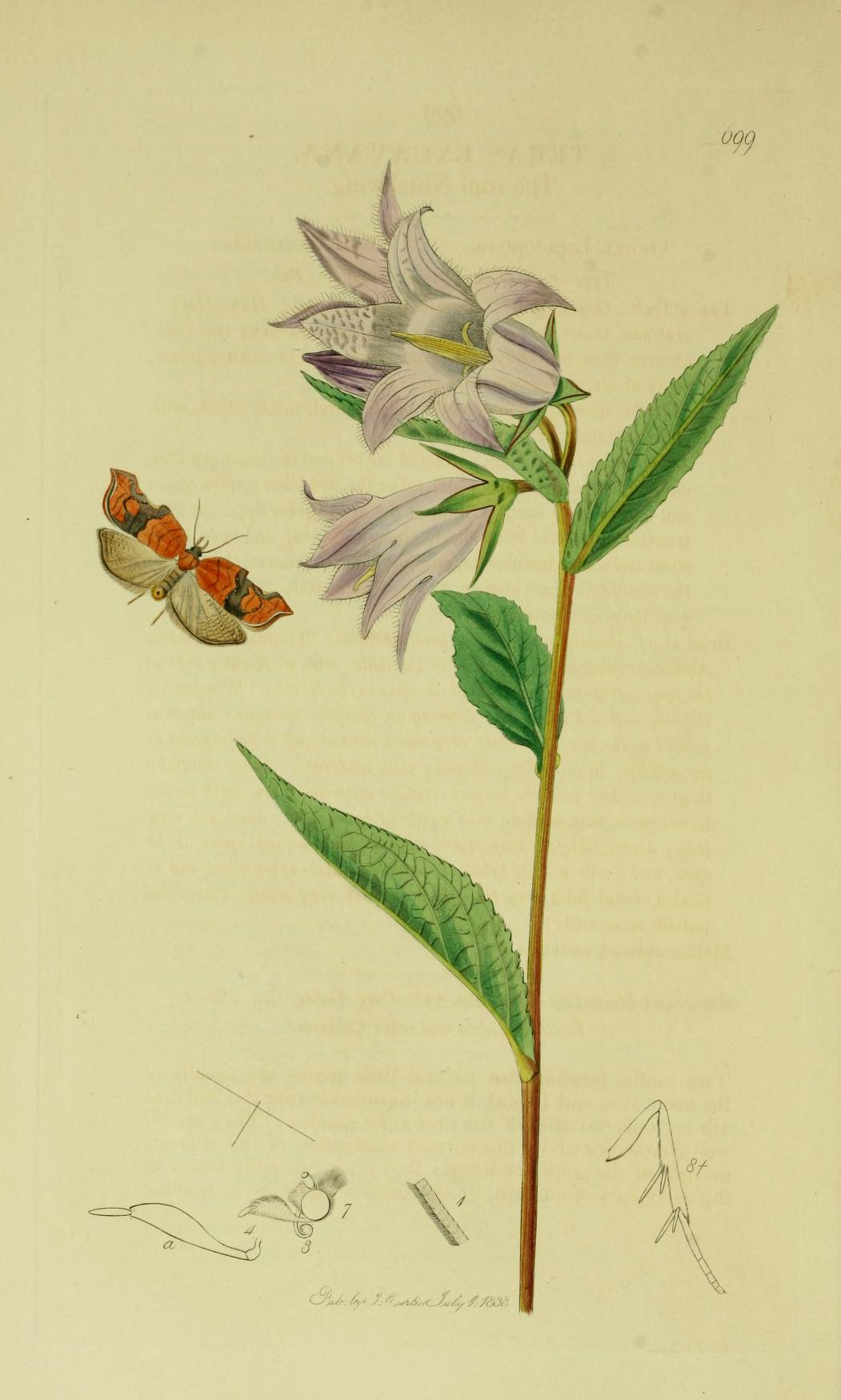
Minh họa từ John Curtis's British Entomology Volume 6

Sải cánh dài 18–22 mm. Con bướm bay từ tháng 7 đến tháng 11.
Ấu trùng ăn là và rễ nhiều loại cây, bao gồm Salix, Populus và Betula.

## Hình ảnh

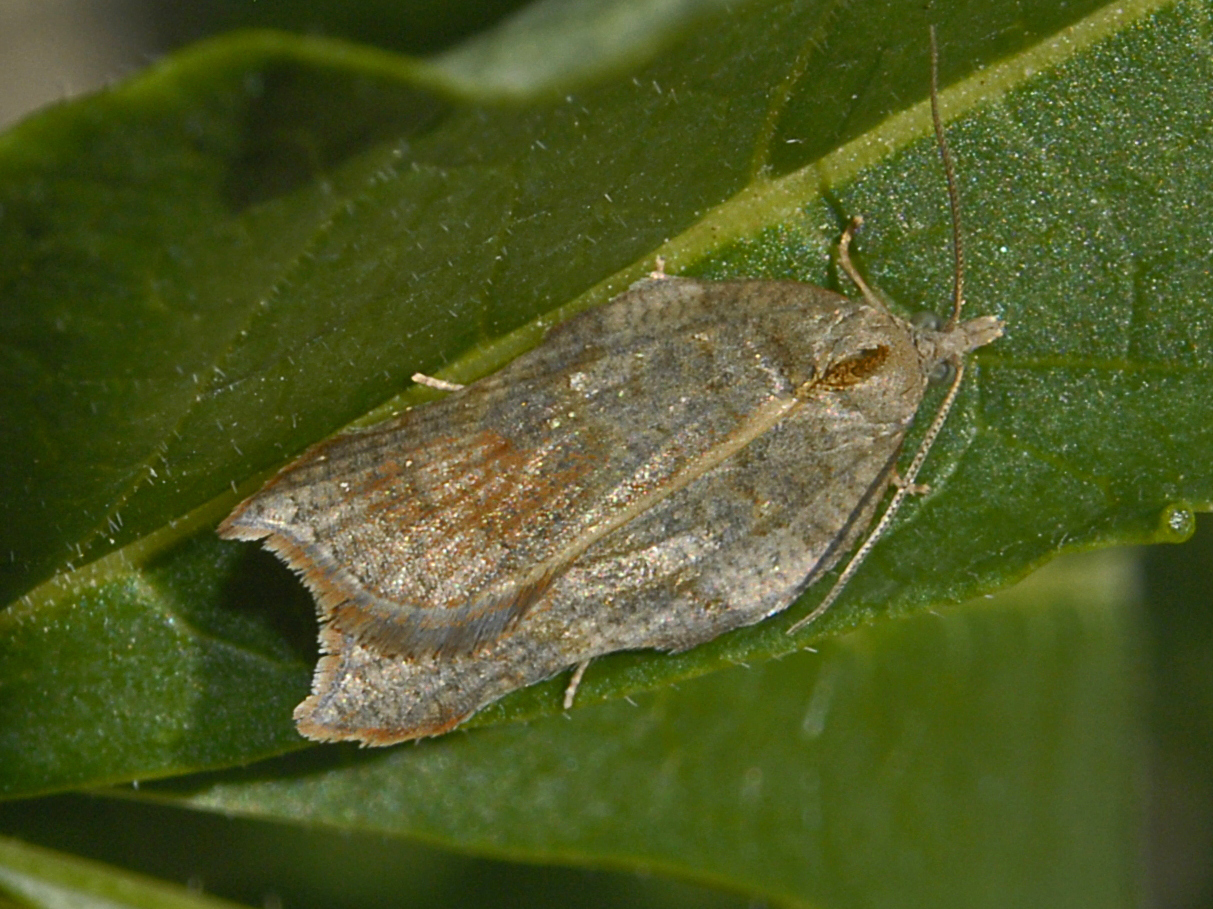

## Phụ loài
- Acleris emargana emargana (Châu Âu đến Nhật Bản)
- Acleris emargana tibetica (Tây Tạng)
- Acleris emargana blackmorei (Bắc Mỹ)